# Mictomicrotus liangshanensis
Mictomicrotus liangshanensis is een zoogdier uit de familie van de Cricetidae. De wetenschappelijke naam van de soort werd voor het eerst geldig gepubliceerd door Liu, Sun, Zeng & Zhao in 2007.